# الهروب من نيويورك
الهروب من نيويورك هو فيلم خيال علمي وحركة أمريكي 1981 شارك في كتابته وتصويره وإخراجه جون كاربنتر.

## نجوم الفيلم
كيرت راسل، ولي فان، كليف ودونالد بليسينس، وإرنست بورغنين، وإيزاك هايز، وأدريان باربو، وهاري دين ستانتون.

## أحداث الفيلم
تدور أحداث الفيلم في عالم المستقبل القريب عام 1997، تتعلق بـالولايات المتحدة المليئة بالجرائم، التي حولت جزيرة مانهاتن في مدينة نيويورك إلى سجن شديد الحراسة في البلاد. يختطف متمردون طائرة رئيس الولايات المتحدة وتحطم عمدًا في مدينة نيويورك. يُمنح الجندي السابق والسجين الفيدرالي الحالي سنيك بليسكن –راسل- 24 ساعة فقط للدخول وإنقاذ الرئيس، مقابل العفو عنه إذا نجح.
كتب كاربنتر الفيلم في منتصف السبعينات رد فعل على فضيحة ووترغيت. بعد نجاح فيلم هالوين (1978)، كان لديه نفوذ كافٍ لبدء الإنتاج وتصويره في الأساس في سانت لويس، ميسوري، بميزانية تقديرية تبلغ 6 ملايين دولار. عملت ديبرا هيل ولاري جي. فرانكو منتجين. شارك نيك كاسل في كتابة الفيلم، الذي تعاون مع كاربنتر في تصوير مايكل مايرز في فيلم الهالوين.

## استقبال
صدر في الولايات المتحدة في 10 يوليو 1981، تلقى الفيلم آراء إيجابية من النقاد وحقق نجاحًا تجاريًا، إذ حقق أكثر من 25 مليون دولار في شباك التذاكر. رُشح الفيلم لأربع جوائز ساتورن، من ضمنها أفضل فيلم خيال علمي وأفضل إخراج. اكتسب الفيلم العديد من الأتباع الشغوفين وجاءت التكملة بعده، الهروب من لوس أنجلوس (1996)، الذي أخرجه وكتبة أيضًا كاربنتر وبطولة راسل، ولكن لم يتلق قبولًا إيجابيًا.

## الحبكة
في وسط العالم المرير عام 1988، ووسط حرب شاملة ضد الصين والاتحاد السوفيتي، حولت حكومة الولايات المتحدة مانهاتن إلى سجن عملاق شديد الحراسة لاستيعاب الزيادة بنسبة 400% في أعداد المجرمين. يحيط بالجزيرة جدار يبلغ ارتفاعه 50 قدمًا (15 مترًا)، ولغمت الجسور، وتقوم المروحيات بدوريات في الأنهار، وحكم على جميع السجناء بالسجن المؤبد.
سنة 1997، في أثناء نقل رئيس الولايات المتحدة إلى قمة السلام في هارتفورد، كونيتيكت، اختطف مقاتل حرب العصابات من «جبهة التحرير الوطنية» طائرة رئيس الولايات المتحدة، يُشار إليها بفيت كونغ. يعطي الرئيس سوار تعقب وقيدت يداه إلى حقيبته قبل اصطحابه إلى مركبة الهروب. تحطمت الطائرة باستثناء نجاة مركبة الهروب.
أرسلت الشرطة لإنقاذ الرئيس. يحذر روميرو، وهو الذراع الأيمن لدوق نيويورك، ورئيس الجريمة عمومًا، من إلقاء القبض على الرئيس وأنه سيُقتل حال أجريت أي محاولات أخرى لإنقاذه. في هذه الأثناء، بعد إدانة جندي القوات الخاصة السابق سنيك بليسكن بسرقة الاحتياطي الفيدرالي كان على وشك أن يرسل إلى مانهاتن. يعرض مفوض الشرطة بوب هوك صفقة مع سنيك: إذا أنقذ سنيك الرئيس في الوقت المناسب للقمة، فسينظم هوك العفو الرئاسي. لمنع سنيك من الانقلاب، حقنه هوك بالمتفجرات الدقيقة التي ستقطع شرايينه السباتية في غضون 22 ساعة. حال نجاح سنيك، فسيحيد هوك المتفجرات.
باستخدام طائرة شراعية خفية للهبوط فوق مركز التجارة العالمي، يتبع سنيك سوار التعقب إلى مسرح الفودفيل، فقط ليجده على معصم رجل عجوز مخدوع. مقتنعًا بأن الرئيس قد مات، أرسل سنيك إلى هوك لكنه يخبره أنه سيقتل حال عودته دون الرئيس.
يلتقي سنيك «بكابي» الذي يقود سيارة أجره مدرعة تأخذ سنيك إلى مستشار الدوق والمساعد السابق لسنيك هارولد «برين» هيلمان. أسس برين، وهو مهندس بارع، بئرًا للنفط ومصفاة صغيرة، تزود السيارات المتبقية في المدينة بالوقود، يخبر سنيك أن الدوق يخطط لقيادة هروب جماعي عبر جسر كوينزبورو مستخدمًا الرئيس درعًا بشريًا واتباع خريطة الألغام الأرضية التي رسمها برين. أجبر سنيك برين وصديقته ماجي على أخذه إلى مخبأ الدوق في المحطة المركزية الكبرى. وجد سنيك الرئيس لكن أُلقي القبض عليه.
في حين أجبر سنيك على القتال في مباراة الموت ضد سلاك، يقتل برين وماجي روميرو ويهربان مع الرئيس. يقتل سنيك سلاك، ويجد برين وماجي والرئيس في أعلى مركز التجارة العالمي وهم يحاولون الهروب في طائرة شراعية. بعد أن قامت مجموعة من السجناء بدفعها من المبنى وتدميرها، تعود المجموعة إلى الشارع وتواجه كابي، الذي يعرض عليهم نقلهم عبر الجسر.